# Lynne Littman
Lynne Littman (née le 26 juin 1941 à New York) est une réalisatrice et productrice américaine de cinéma et de télévision. Son œuvre la plus connue est Testament et elle a remporté plusieurs prix, dont un Academy Award pour son court métrage documentaire Number Our Days.

## Filmographie
- 1976 : Number Our Days
- 1983 : Le Dernier Testament (Testament)
- 1985 : In Her Own Time

## Distinctions
- 1977 : Oscar du meilleur court métrage documentaire pour Number Our Days